# داويت ميبراتو
داويت ميبراتو (13 يونيو 1984 بإثيوبيا - ) هو لاعب كرة قدم إثيوبي في مركز الوسط. شارك مع منتخب إثيوبيا لكرة القدم. أما مع النوادي، فقد لعب مع نادي سانت جورج.

## روابط خارجية
- داويت ميبراتو على موقع قاعدة بيانات كرة القدم.إي يو (الإنجليزية)
- داويت ميبراتو على موقع ناشيونال فوتبول تيمز (الإنجليزية)